# Risoluzione (spettrometria di massa)
In spettrometria di massa si intende per risoluzione la capacità di uno strumento di distinguere due picchi adiacenti in uno spettro di massa.

## Risoluzione e potere risolvente
In spettrometria di massa esistono due differenti definizioni di risoluzione e potere risolvente

### Definizione IUPAC
La IUPAC definisce in spettrometria di massa la risoluzione necessaria a separare due picchi A e B  come
{\displaystyle R={\cfrac {M}{\Delta M}}} = risoluzione
{\displaystyle \Delta M} = potere risolvente
dove
- M è il valore del rapporto massa carica m/z del picco A
- ΔM è la differenza tra i valori di m/z di due picchi contigui picco B e picco A

All'aumentare della risoluzione corrisponde un aumento della separazione tra i picchi.

#### Risoluzione unitaria
Per risoluzione unitaria si intende una risoluzione tale da poter distinguere tra due valori di m/z interi consecutivi (ad esempio tra 15 e 16), è la più bassa risoluzione per il funzionamento di uno spettrometro.

### Definizione alternativa
Alcuni spettroscopisti usano definire il potere risolvente come
{\displaystyle R={\cfrac {M}{\Delta M}}} = potere risolvente
La più piccola separazione ΔM che permette di distinguere tra due ioni differenti è definita come 
{\displaystyle \Delta M} = risoluzione
Risoluzione e potere risolvente quando definiti in questo modo sono coerenti con le definizioni IUPAC in microscopia, spettroscopia ottica, microscopia ionica (SIMS), ma non con quelle date in gascromatografia.

## Determinazione della separazione tra picchi
In spettrometria di massa esistono vari modi per definire la più piccola separazione ΔM che permette di distinguere tra due ioni differenti, pertanto è importante riportare il metodo utilizzato per determinare ΔM quando si riporta il valore. I due metodi comunemente più usati fanno uso della larghezza del picco e della valle esistente tra due picchi.

### Larghezza del picco
Il valore di ΔM è dato dalla larghezza del picco misurata a una specifica frazione dell'altezza del picco, ad esempio 0,5%, 5%, 10% o 50%. Nell'ultimo caso ci si riferisce alla larghezza a metà altezza.

### Valle tra due picchi
Il valore di ΔM è definito come l'intervallo racchiuso tra due picchi di uguale intensità con l'altezza della valle (il punto di minimo) tra essi inferiore ad una specifica frazione dell'altezza del picco. Valori tipici sono 2%, 10% o 50%.